# Cultura de Wadi Suq

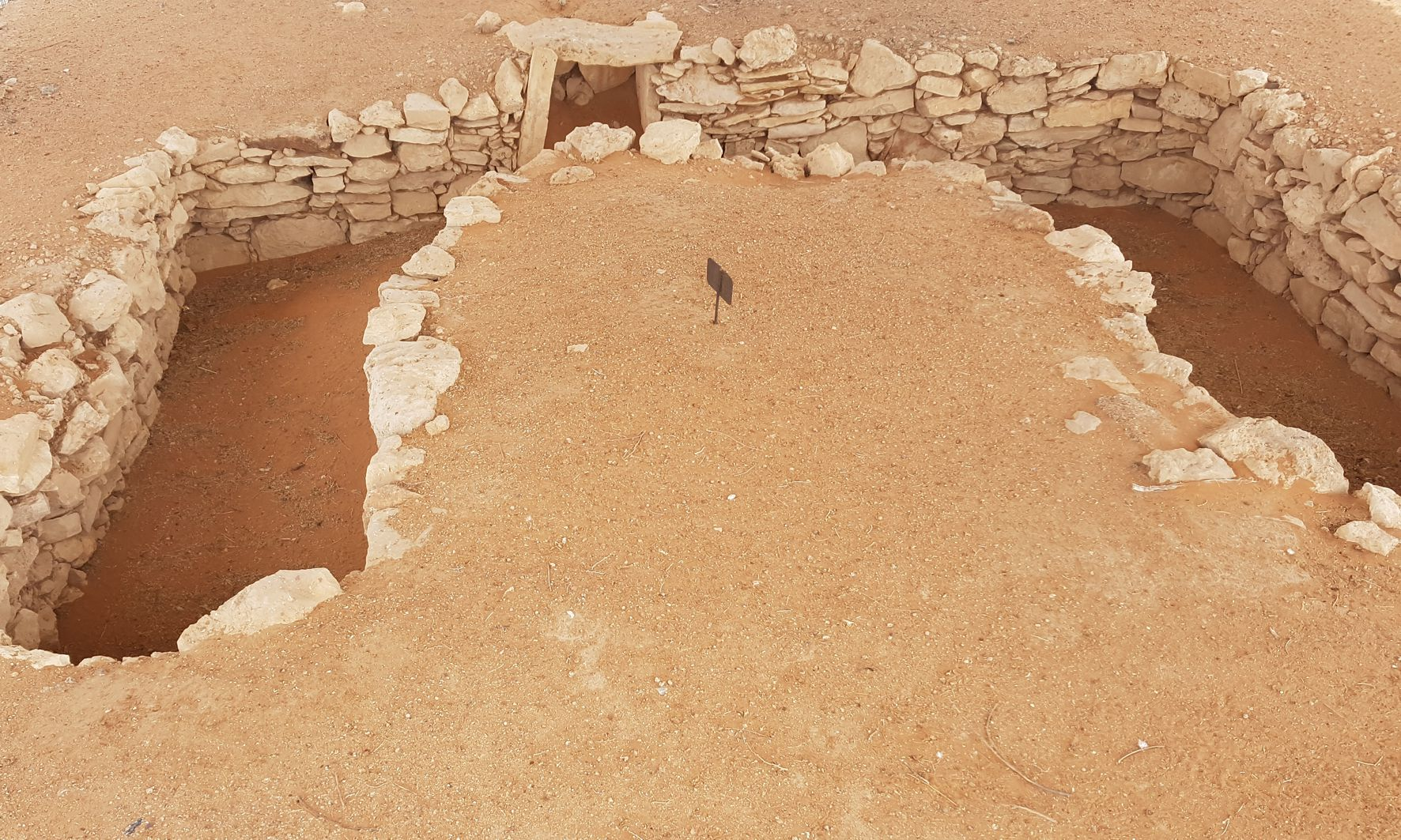
Sepultura de Wadi Suq en Jebel Buhais.

La cultura de Wadi Suq define el asentamiento humano en los Emiratos Árabes Unidos y Omán en el periodo comprendido entre el 2000 y el 1300 a. C.. Toma su nombre de un uadi, o curso de agua, al oeste de Sohar en Omán y es continuación de la cultura Umm Al Nar. Aunque los arqueólogos han tendido tradicionalmente a considerar las diferencias en los asentamientos humanos y los enterramientos entre los periodos Umm Al Nar y Wadi Suq como el resultado de una perturbación externa importante (cambio climático, colapso del comercio o amenaza de guerra), la opinión contemporánea se ha inclinado hacia un cambio gradual de la sociedad humana centrado en enfoques más sofisticados de la ganadería  así como los cambios en los entornos comerciales y sociales circundantes.

## Historia

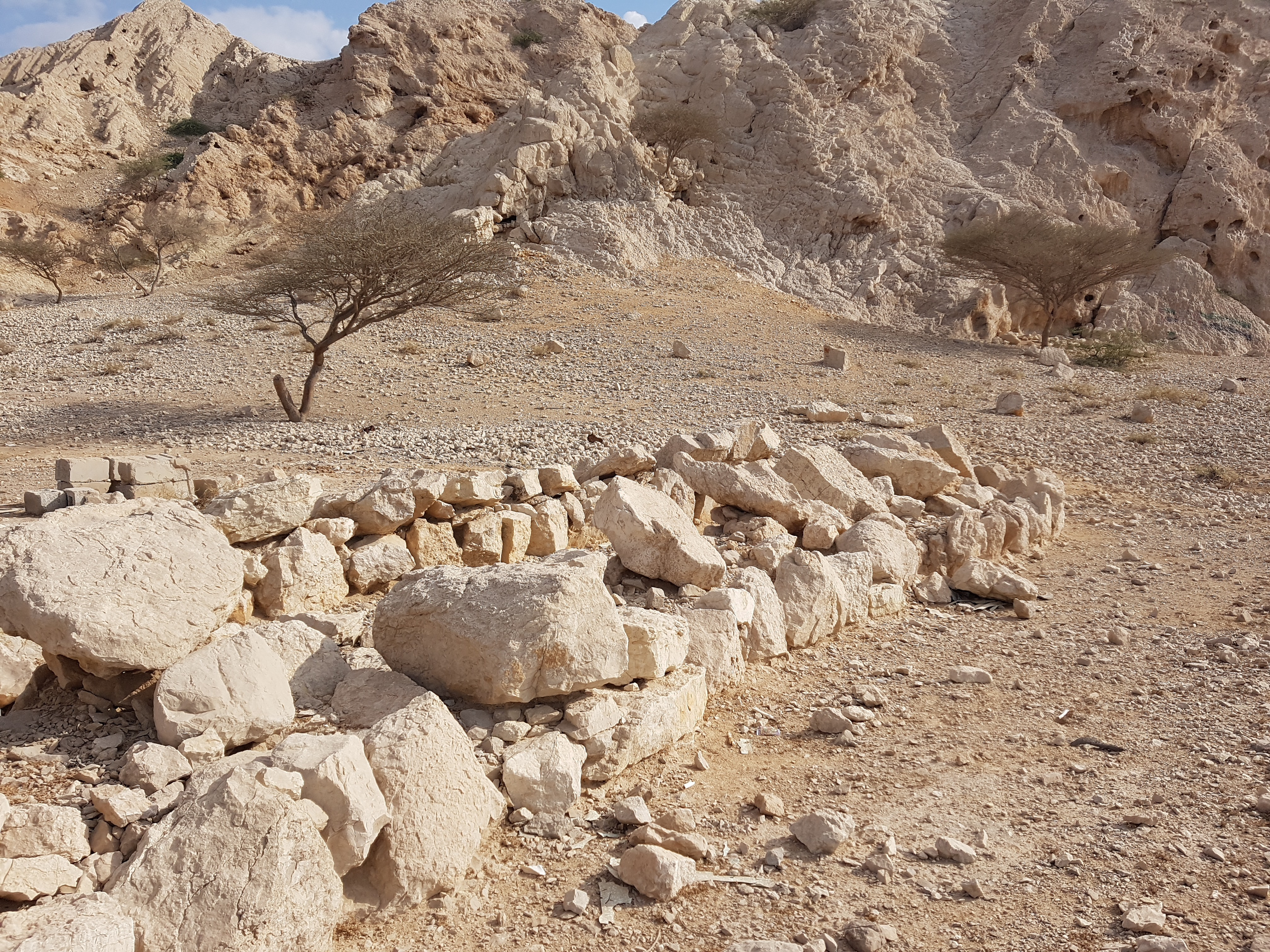
Tumba de Wadi Suq en Shimal, cerca de Ras al Jaima.

Se cree que la transición entre Umm al Nar y Wadi Suq duró unos 200 años o más, y los hallazgos en el importante yacimiento de Tell Abraq, en el actual Umm al-Qaywayn, en Wadi Suq, demuestran la continuidad de los enterramientos de Umm al Nar. Los indicios de una mayor movilidad de la población apuntan a un cambio gradual de los hábitos humanos más que a un cambio repentino  e importantes yacimientos de la época de Wadi Suq como Tell Abraq, Ed Dur, Seih Al Harf, Shimal y Kalba muestran una creciente sofisticación de la cerámica de cobre y bronce, así como vínculos comerciales tanto hacia el este, con el valle del Indo, como hacia el oeste, con Mesopotamia. La cerámica de la época de Wadi Suq también se considera más refinada y distintiva, y son frecuentes los hallazgos de cerámica pintada, y el desarrollo de vasos de piedra blanda.
Los estudios de los restos humanos de la época apuntan a un proceso de aridificación que tuvo lugar a lo largo de los siglos contiguos entre los periodos de Umm Al Nar y Wadi Suq, pero no apoyan un movimiento o cambio social repentino o cataclísmico, sino más bien un cambio cultural gradual.
Los habitantes de Wadi Suq no solo domesticaban dromedarios, sino que también cultivaban trigo, cebada y dátiles. Durante este periodo se produjo un desplazamiento gradual de los asentamientos costeros hacia el interior.

## Tumbas
Algunas de las pruebas más evidentes del cambio en los hábitos humanos y la sociedad tras el periodo de Umm Al Nar se encuentran en los característicos enterramientos del pueblo de Wadi Suq, sobre todo en Shimal, en Ras Al Khaimah, donde hay más de 250 tumbas. En algunos casos, la piedra tallada de los enterramientos de Umm Al Nar se ha utilizado para construir tumbas en Wadi Suq. Los enterramientos de Wadi Suq son cámaras largas a las que se entra por un lateral y se ha descubierto que muchas se han utilizado para enterramientos posteriores. Aunque Shimal cuenta con la mayor cantidad de enterramientos de Wadi Suq, hay tumbas por todos los Emiratos Árabes Unidos y Omán, desde simples túmulos hasta sofisticadas estructuras.
La notable necrópolis de Jebel Buhais, el enterramiento con datación radiométrica más antiguo de los Emiratos Árabes Unidos, es una extensa necrópolis, formada por enterramientos que abarcan las épocas de Piedra, Hierro, Bronce y periodo helenístico de asentamiento humano en los Emiratos Árabes Unidos. La amplia zona de enterramientos presenta varias tumbas importantes de Wadi Suq, incluida una cámara funeraria única con forma de hoja de trébol, pero no hay indicios de enterramientos de la época de Umm Al Nar, aunque sí de épocas posteriores, incluido el periodo helenístico. La tumba en forma de trébol del periodo de Wadi Suq en Jebel Buhais, BHS 66, es una pieza única de arquitectura funeraria en los Emiratos Árabes Unidos.

## Artefactos arqueológicos

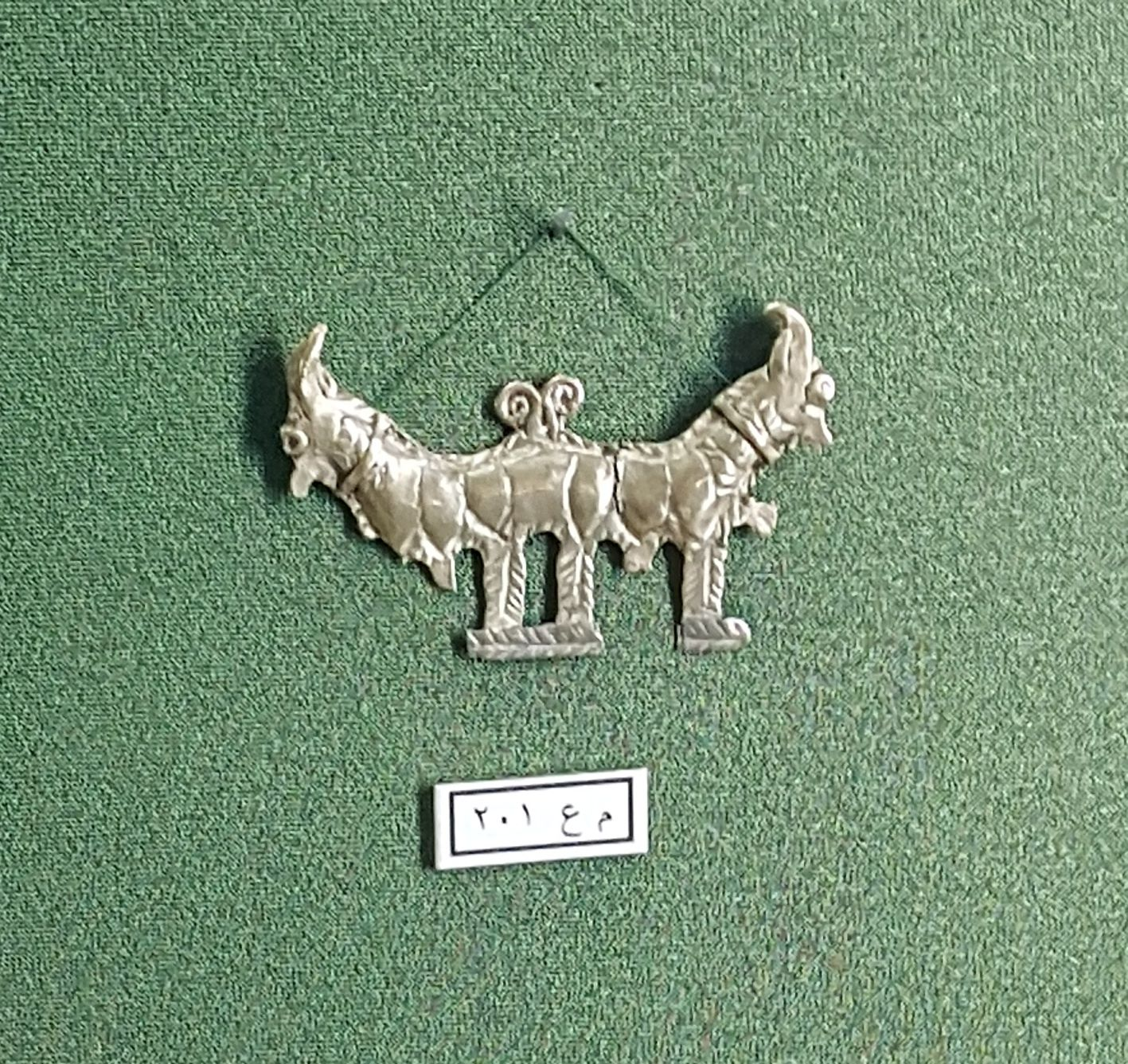
Placa de aleación de electro de Wadi Suq, hallada en el Oasis de Qattara.

El armamento de la época de Wadi Suq muestra un marcado aumento de la sofisticación, con una explosión de la metalurgia en la región. Se han encontrado varias tumbas con cientos de armas y otros artefactos metálicos, y las espadas largas, los arcos y las flechas se convirtieron en las armas predominantes. Las espadas largas halladas en Qattara, Qidfa, Al Qusais y Bidaa Bint Saud son de doble filo y con empuñadura. Las lanzas arrojadizas ligeras también marcaban el armamento de la época. Muchas de estas armas se fundieron en bronce. Una tumba excavada en Shimal tenía no menos de 18 finas puntas de flecha de bronce.
Otra industria de crecimiento sin precedentes en la época de Wadi Suq fue la producción de vasos de piedra blanda. Mientras que en la época anterior de Umm al-Nar se decoraban con círculos punteados, ahora se decoran con líneas incisas y se han encontrado en abundancia.
La relativa riqueza y la creciente sofisticación metalúrgica de los habitantes de Wadi Suq quedan patentes en los hallazgos de joyas, como placas de oro y electro que representan animales espalda con espalda. Se han demostrado los vínculos existentes con Dilmún y el valle del Indo.